# نيدهام (ماساتشوستس)
نيدهام (بالإنجليزية: Needham, Massachusetts)‏ هي بلدة أمريكية تقع في الولايات المتحدة في مقاطعة نورفولك، ماساتشوستس. يقدر عدد سكانها بـ 28,886 نسمة ومساحتها 32.9 كم2 و وترتفع عن سطح البحر 49 متر.

## أعلام
- نويل كونفرز وايث
- فيل ميرفي
- فرد ماريوت
- ريتشارد باتريك
- غونار بيركيرتس
- أناندا كوماراسوامي
- آلي ريسمان
- هارولد راسيل
- توماس ولر
- نيلسون غودمان